# 6. poprawka do Konstytucji Stanów Zjednoczonych

Rękopis Karty Praw Stanów Zjednoczonych Ameryki

6. poprawka do Konstytucji Stanów Zjednoczonych – uchwalona w ramach Karty Praw Stanów Zjednoczonych Ameryki (pierwsze dziesięć poprawek do Konstytucji Stanów Zjednoczonych), weszła w życie 15 grudnia 1791 roku.

## Treść
Treść oryginalna:

Amendment VI

In all criminal prosecutions, the accused shall enjoy the right to a speedy and public trial, by an impartial jury of the State and district wherein the crime shall have been committed, which district shall have been previously ascertained by law, and to be informed of the nature and cause of the accusation; to be confronted with the witnesses against him; to have compulsory process for obtaining witnesses in his favor, and to have the Assistance of Counsel for his defence.

co można przetłumaczyć jako:

Poprawka VI

Przy ściganiu przestępstw przysługuje oskarżonemu prawo do szybkiego i publicznego procesu przed bezstronnym sądem przysięgłych tego stanu i okręgu, w którym przestępstwo zostało popełnione; określenie tego okręgu musi wynikać z wydanej uprzednio ustawy. Oskarżony ma też prawo do zawiadomienia o rodzaju i podstawie oskarżenia, do konfrontacji ze świadkami oskarżenia, wezwania do obowiązkowego stawiennictwa środków obrony oraz do pomocy prawnej przy obronie.